# Rund um Köln 2012
Il Rund um Köln 2012, novantaseiesima edizione della corsa, valido come evento del circuito UCI Europe Tour 2012 categoria 1.1, fu disputato il 9 aprile 2012 su un percorso di 196,7 km. Fu vinto dal ceco Jan Bárta, che arrivò in solitaria al traguardo in 5h 05' 58" alla media di 38,572 km/h.
A portare a termine la gara furono in totale 92 ciclisti.

## Percorso
L'edizione 2012, a differenza delle precedenti, parte da Hückeswagen e arriva a Colonia. Il percorso non presenta grandi ascese, ma diverse brevi salite nei primi 160 km della corsa. Gli ultimi 35 km sono in pianura. Dopo aver percorso 196,7 km i ciclisti arriveranno al traguardo fissato a Colonia.

## Squadre e corridori partecipanti
Sono state invitate 24 squadre ciclistiche, 4 con licenza UCI ProTeam, 6 con licenza UCI Professional Continental Team, 13 con licenza UCI Continental Team ed una selezione tedesca. Tutte le squadre ciclistiche tedesche con licenza UCI Continental Team e con licenza UCI Professional Continental Team sono state invitate.
| N.      | Cod. | Squadra               |
| ------- | ---- | --------------------- |
| 1-7     | RAB  | Rabobank Cycling Team |
| 11-18   | SAX  | Team Saxo Bank        |
| 21-28   | VCD  | Vacansoleil-DCM       |
| 31-37   | KAT  | Katusha Team          |
| 41-48   | DEU  | Germania              |
| 51-58   | APP  | Team NetApp           |
| 61-68   | LAN  | Landbouwkrediet       |
| 71-78   | CSS  | Champion System       |
| 81-88   | ARG  | Argos-Shimano         |
| 91-98   | RVL  | RusVelo               |
| 101-108 | UHC  | UnitedHealthcare      |
| 111-118 | THF  | Team Heizomat         |

| N.      | Cod. | Squadra                        |
| ------- | ---- | ------------------------------ |
| 121-128 | LKT  | LKT Team Brandenburg           |
| 133-138 | TSP  | Nutrixxion Abus                |
| 141-148 | TRS  | Team Eddy Merckx-Indeland      |
| 151-158 | NSP  | Team NSP-Ghost                 |
| 161-168 | TTR  | Raiko Stölting                 |
| 171-178 | SCS  | Team Specialized Concept Store |
| 181-188 | TET  | Thüringer Energie Team         |
| 191-198 | TIR  | Tirol Cycling Team             |
| 201-208 | SKT  | An Post-Sean Kelly Team        |
| 212-218 | GLU  | Glud & Marstrand-LRØ           |
| 221-228 | CJP  | Cyclingteam Jo Piels           |
| 231-238 | MTN  | MTN Qhubeka                    |

### Favoriti
Il detentore Michael Matthews non partecipa, quindi il numero 1 è assegnato a Mark Renshaw. Partecipano il plurivincitore Juan José Haedo (vinse nel 2007 e nel 2010) e Christian Knees (vincitore dell'edizione 2006) che corre per la selezione tedesca. I maggiori favoriti sono Renshaw, Haedo e André Greipel, anch'esso con la maglia della selezione tedesca. I principali outsider sono Theo Bos e Danilo Hondo, anch'esso nella selezione tedesca.

## Resoconto degli eventi
Dopo circa 80 km si forma un gruppetto di 11 fuggitivi che il plotone non riesce a riprendere e lascia andare verso la vittoria. I maggiori favoriti della corsa, soprattutto velocisti puri, sono di fatto esclusi dalla vittoria finale. Ad una trentina di km dal traguardo uno dei fuggitivi, il ceco Jan Bárta, scatta guadagnando un buon vantaggio sugli altri fuggitivi. Bárta resiste all'inseguimento dei 10, che non riescono ad accordarsi lasciando al ceco la vittoria della corsa. Dietro di lui, a più di 2', si piazzano Gediminas Bagdonas e Tomasz Marczyński. I velocisti giungono a 13' dal vincitore.

## Ordine d'arrivo (Top 10)
| Pos. | Corridore          | Squadra        | Tempo    |
| ---- | ------------------ | -------------- | -------- |
| 1    | Jan Bárta          | Team NetApp    | 5h05'58" |
| 2    | Gediminas Bagdonas | An Post        | a 2'02"  |
| 3    | Tomasz Marczyński  | Vacansoleil    | s.t.     |
| 4    | Pavel Brutt        | Katusha        | s.t.     |
| 5    | Tom Dumoulin       | Argos          | s.t.     |
| 6    | Wilco Kelderman    | Rabobank       | s.t.     |
| 7    | Maurits Lammertink | Cycl. Jo Piels | s.t.     |
| 8    | William Clarke     | Champion S.    | s.t.     |
| 9    | Matthias Brändle   | Team NetApp    | a 6'29"  |
| 10   | Ivan Rovnyj        | RusVelo        | a 6'31"  |